# Мінідока (округ, Айдахо)
Шаблон:StateAbbr_ 42°51′ пн. ш. 113°38′ зх. д. / 42.85° пн. ш. 113.64° зх. д.
Округ  Мінідока (англ. Minidoka County) — округ (графство) у штаті  Айдахо, США. Ідентифікатор округу 16067.

## Історія
Округ утворений 1913 року.

## Демографія
За даними перепису 
2000 року 
загальне населення округу становило 20174 осіб, зокрема міського населення було 8998, а сільського — 11176.
Серед мешканців округу чоловіків було 10083, а жінок — 10091. В окрузі було 6973 домогосподарства, 5360 родин, які мешкали в 7498 будинках.
Середній розмір родини становив 3,32.
Віковий розподіл населення поданий у таблиці:
| Стать    | До 15 років | 15-21 | 22-29 | 30-39 | 40-49 | 50-65 | 65-85 | Понад 85 |
| -------- | ----------- | ----- | ----- | ----- | ----- | ----- | ----- | -------- |
| Чоловіки | 2632        | 1249  | 909   | 1236  | 1411  | 1442  | 1101  | 103      |
| Жінки    | 2503        | 1167  | 853   | 1279  | 1359  | 1476  | 1323  | 131      |

## Суміжні округи
- Блейн — північ, схід
- Кассія — південь
- Джером — захід
- Лінкольн — захід

## Виноски
1. ↑  (unspecified title) — Москва: ВИНИТИ РАН, 1964. — С. 40. — 235 с.
2. ↑  U.S. Decennial Census. United States Census Bureau. Архів оригіналу за 19 липня 2018. Процитовано 1 липня 2014.
3. ↑  Historical Census Browser. University of Virginia Library. Архів оригіналу за 11 серпня 2012. Процитовано 1 липня 2014.
4. ↑  Population of Counties by Decennial Census: 1900 to 1990. United States Census Bureau. Архів оригіналу за 30 жовтня 2014. Процитовано 1 липня 2014.
5. ↑  Census 2000 PHC-T-4. Ranking Tables for Counties: 1990 and 2000 (PDF). United States Census Bureau. Архів оригіналу (PDF) за 18 грудня 2014. Процитовано 1 липня 2014.
6. ↑  State & County QuickFacts. United States Census Bureau. Архів оригіналу за 17 липня 2011. Процитовано 1 липня 2014.(англ.) Наведено за англійською вікіпедією.
7. ↑  American FactFinder. Бюро перепису населення США. Архів оригіналу за 26 лютого 2012. Процитовано 31 січня 2008.

| США | Це незавершена стаття з географії США. Ви можете допомогти проєкту, виправивши або дописавши її. |